# Blood or Whiskey
Blood or Whiskey — ирландская фолк-панк-группа из города Лейкслип (графство Килдэр), сформированная в 1994 году. На музыкантов оказало влияние творчество Шейна Макгоуэна, The Pogues и The Clash. В начале своей карьеры группа имела определённые проблемы с восприятием своего нетрадиционного музыкального материала в среде несколько консервативной местной публики, но после выхода в 1996 году дебютного эпонимического альбома (на лейбле Punkcore Records) группу оценили должным образом и стали приглашать как на фестивали традиционной музыки, так и на панк-вечеринки.
В 2001 году после пятилетнего перерыва Blood or Whiskey выпустили второй альбом No Time to Explain и провели турне по США. В 2003 году группу покинул фронтмен Барни Марри. Функцию вокалиста взял на себя гитарист Дагс Малхоли. После изменений в составе последовал третий релиз Cashed out on Culture.
Весной 2006 года, по завершении турне по Великобритании с группой Stiff Little Fingers, скончался от сердечного приступа Алан Конфри в возрасте 33 лет. Тяжело переживая несчастье, группа приостановила деятельность. После некоторых перестановок (пришёл новый басист Питер Маллан) в сентябре 2007 года начались европейские гастроли вместе с The Misfits; турне носило название Back from the Brink («Возвращение из бездны»). 23 декабря 2007 года в Дублине состоялся совместный концерт Blood or Whiskey и The Pogues.
В 2009 году вышел мини-альбом Live and Learn. Как сообщается на официальном сайте коллектива, в настоящее время музыканты работают над четвёртым студийным альбомом.

## Дискография
- Blood or Whiskey (1996)
- No Time to Explain (2001)
- Cashed Out on Culture (2005)
- Live and Learn (мини-альбом, 2009)